# Simon Kindle
Simon Kindle (* 13. Dezember 1992 in Winterthur) ist ein ehemaliger Schweizer Handballspieler der Kadetten Schaffhausen. Kindle wurde als Torhüter eingesetzt.
Kindle spielte in der Schweizer Nationalliga A für die Kadetten Schaffhausen, den TSV Fortitudo Gossau und Pfadi Winterthur. Seine Karriere begann er in der Saison 2010/2011 bei Pfadi Winterthur, wo er auch mit 16 Jahren sein Debüt in der höchsten Schweizer Liga feierte. Nach gesundheitlichen Problemen wechselte er für die Saison 2015/2016 zum TSV Fortitudo Gossau. Ab der Saison 2016/2017 war er beim Schweizer Serienmeister Kadetten Schaffhausen unter Vertrag. Kindle wurde je einmal Schweizer Meister (Kadetten Schaffhausen 2016/2017), Cupsieger (Pfadi Winterthur 2015) und Supercupsieger (Kadetten Schaffhausen 2017).
Im Jahr 2013 debütierte er in der Schweizer Nationalmannschaft. Insgesamt bestritt Kindle 15 Länderspiele für die Schweiz. Mit den Kadetten Schaffhausen nahm er sowohl 2016/2017 als auch 2017/2018 an der EHF Champions League teil.
Aufgrund anhaltender gesundheitlicher Probleme beendete Kindle mit 25 Jahren seine Karriere im Leistungssport. Zu diesem Zeitpunkt war er Spieler der Kadetten Schaffhausen.